# Marie-Laurence Jungfleisch
Marie-Laurence Jungfleisch (* 7. Oktober 1990 in Paris, Frankreich) ist eine ehemalige deutsche Leichtathletin, die sich auf den Hochsprung spezialisiert hatte.

## Herkunft und Ausbildung
Marie-Laurence Jungfleischs französischer Vater stammt von der Insel Martinique, ihre deutsche Mutter aus Freiburg. Sie ist die älteste von sechs Geschwistern. Im Alter von sechs Jahren zog sie mit ihrer Familie nach Deutschland und wuchs in Freiburg im Breisgau auf, wo sie die Realschule besuchte. Da sie wegen ihrer Hautfarbe gemobbt wurde, wechselte sie die Schule. 2011 übersiedelte sie der besseren Trainingsmöglichkeiten wegen nach Stuttgart-Bad Cannstatt.
Jungfleisch absolvierte eine vierjährige Ausbildung zur Erzieherin. Anschließend wurde sie am 1. September 2013 Sportsoldatin mit Stationierung in der Schwarzwald-Kaserne in Todtnau-Fahl. Parallel zum Sport absolvierte sie 2016 an der Stuttgarter Johann-Friedrich-von-Cotta-Schule das Fachabitur.

## Sportliche Laufbahn
Jungfleisch machte bereits als Schülerin im Hochsprung auf sich aufmerksam, wo ihr erster Trainer Charles Attalaoui-Burann war. 2007 sprang die 17-Jährige mit 1,75 m ihre erste Saisonbestleistung.
Nachdem Jungfleisch deutsche A-Jugendmeisterin 2008 und 2009 geworden war, übersprang sie im Mai 2010 in Eppingen erstmals 1,90 m. Die Saison 2011 begann sie in der Halle mit einer weiteren Leistungssteigerung auf 1,92 m bei der Veranstaltung Hochsprung mit Musik in Arnstadt am 19. Februar 2011 und dem Gewinn der deutschen Hallenmeisterschaft am 27. Februar in Abwesenheit der verletzten Ariane Friedrich. In die Freiluftsaison startete sie mit einer erneuten Steigerung, wieder in Eppingen auf 1,93 m am 22. Mai 2011.
2013 qualifizierte sie sich im Mai beim Springer-Meeting in Eppingen mit einem Sprung über 1,95 Meter für die Teilnahme an den Weltmeisterschaften in Moskau, wo sie das Finale erreichte.
Bei den Europameisterschaften 2014 in Zürich erreichte sie im Finale mit persönlicher Bestleistung von 1,97 m den fünften Rang.

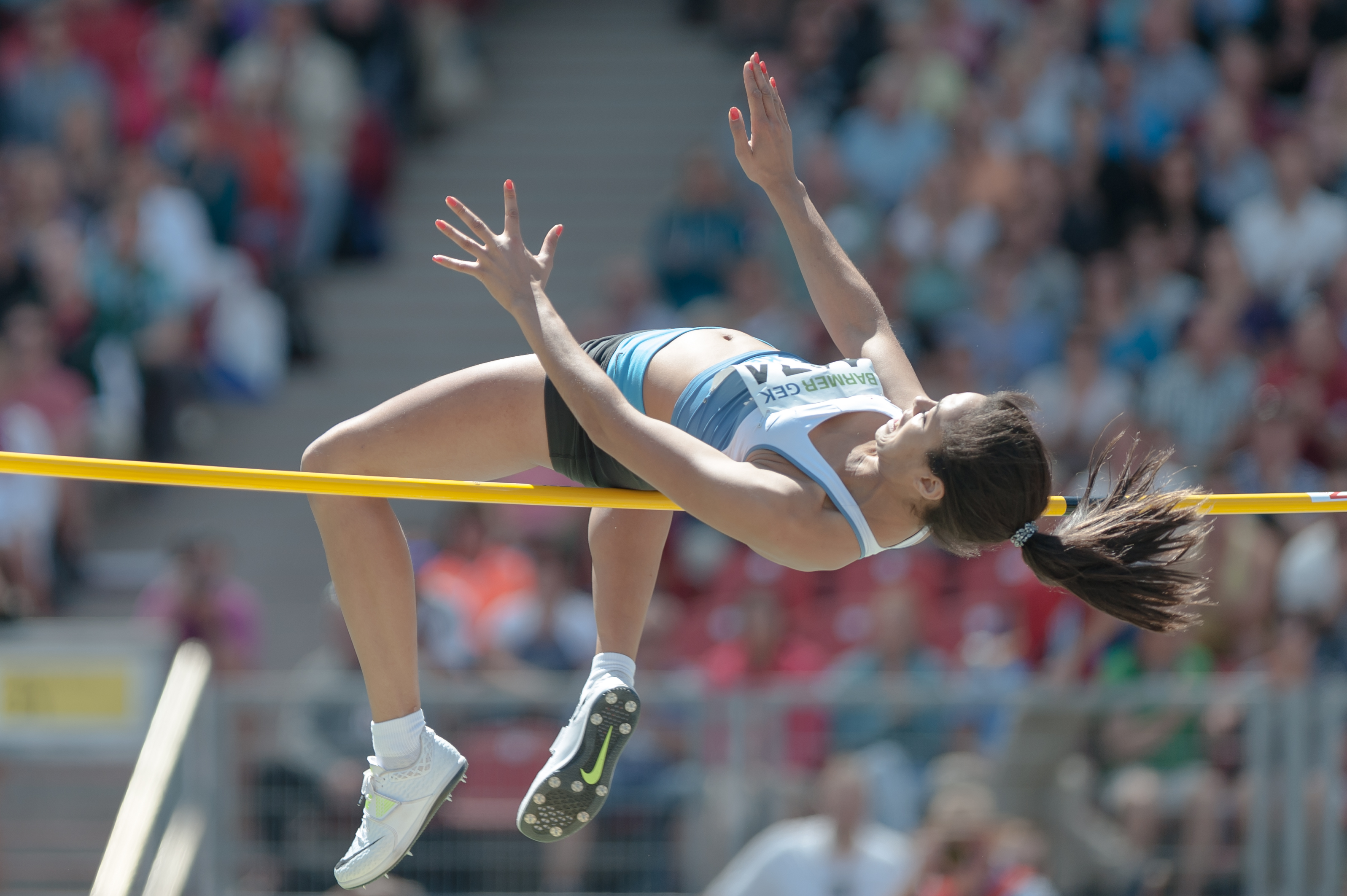
Jungfleisch 2015

2015 siegte Jungfleisch bei den Deutschen Meisterschaften in Nürnberg und steigerte bei den Weltmeisterschaften in Peking ihre persönliche Bestleistung auf 1,99 m, womit sie Sechste wurde. Die drei Medaillengewinnerinnen sprangen nur zwei Zentimeter höher.
2016 wurde Jungfleisch Deutsche Meisterin sowohl in der Halle als auch im Freien und kam mit Einstellung ihrer Saisonbestleistung von 1,93 m bei den Europameisterschaften in Amsterdam auf den 5. Platz. Beim 38. Internationalen Hochsprung-Meeting am 16. Juli in Eberstadt übersprang Jungfleisch erstmals die 2-Meter-Marke. Bei den Olympischen Spielen 2016 in Rio de Janeiro wurde sie mit übersprungenen 1,93 m Siebte.
2017 wurde Jungfleisch erneut Deutsche Hallenmeisterin und Team-Europameisterin im nordfranzösischen Lille, beim Hochsprung belegte sie den 3. Platz. Bei den Deutschen Meisterschaften in Erfurt errang sie den fünften Titel in Folge. Bei den Weltmeisterschaften in London erreichte sie mit 1,95 m den 4. Platz.
2018 holte sich Jungfleisch bei den Deutschen Hallenmeisterschaften in Dortmund zum sechsten Mal den Meistertitel und in Nürnberg bei den Deutschen Meisterschaften zum sechsten Mal in Folge. Bei den Europameisterschaften 2018 in Berlin gewann sie mit einer übersprungenen Höhe von 1,96 m die Bronzemedaille und damit ihre einzige Medaille bei internationalen Meisterschaften in einem Einzelwettbewerb. Beim Continental Cup in Ostrava belegte Jungfleisch mit der europäischen Mannschaft den 2. Rang, wozu sie durch einen 4. Platz im Einzel beitrug.
2019 errang sie bei den Deutschen Hallenmeisterschaften Silber und wurde im Freien zum siebten Mal hintereinander Deutsche Meisterin. Bei den Olympischen Sommerspielen 2020 in Tokio belegte sie im Finale am 7. August 2021 mit übersprungenen 1,93 m den zehnten Platz.
In den letzten Karrierejahren begleiteten sie Achillessehnenprobleme, die nie ganz in den Griff zu bekommen waren. Dennoch wurde sie bei den Europameisterschaften 2022 in München noch Sechste mit 1,90 Meter. Den letzten Titel als Deutsche Meisterin errang sie 2023 in Kassel mit 1,84 m.
Am 18. Dezember 2024 gab die 34-jährige Jungfleisch ihren Rücktritt vom Leistungssport bekannt. Den letzten Wettkampf bestritt sie im Juli des Jahres in Heilbronn, wo sie 1,83 Meter übersprang. Als letztes Ziel ihrer Karriere wollte sie sich für die olympischen Sommerspiele 2024 in ihrer Geburtsstadt Paris qualifizieren, dies gelang ihr aber aufgrund anhaltender Verletzungsprobleme nicht mehr. Jungfleisch studiert auf Lehramt für Grundschule und stellte im Dezember 2024 ihre Masterarbeit fertig.

## Vereinszugehörigkeiten
Ihr erster Verein war der TV St. Georgen. Ende 2015 wechselte Jungfleisch von der LAV Tübingen zum VfB Stuttgart.

## Bestleistungen
(Stand: 15. Februar 2020)

- Halle: 1,97 m (Arnstadt, 8. Februar 2014)
- Freiluft: 2,00 m (Eberstadt, 16. Juli 2016)

## Erfolge
national
- Deutsche Meisterin: 2013, 2014, 2015, 2016, 2017, 2018, 2019, 2023
  - Deutsche Vizemeisterin: 2011, 2012, 2022
- Deutsche Hallenmeisterin: 2011, 2013, 2014, 2016, 2017, 2018
  - Deutsche Hallenvizemeisterin: 2012, 2019
- Deutsche U23-Meisterin: 2011, 2012
- Deutsche U20-Meisterin: 2008, 2009

international
- 2. Platz Continental Cup 2018 (Europäische Mannschaft, 4. Platz einzel)
- Bronzemedaille Europameisterschaften 2018
- 4. Platz Weltmeisterschaften 2017
- Team-Europameisterin 2014, 2017
  - Team-Vizeeuropameisterin 2015